# Боярышник джунгарский
Боярышник джунгарский (лат. Crataegus ×dsungarica) — дерево, вид рода Боярышник (Crataegus) семейства Розовые (Rosaceae).
Весьма декоративное деревцо с красивой формой кроны, блестящей листвой, крупными соцветиями и обильным плодоношением.

## Распространение и экология
В природе ареал вида охватывает Тянь-Шань, известна лишь из ущелья реки Большая Алматинка в окрестностях города Алма-Ата. Описан по культурному экземпляру неизвестного происхождения.
Произрастает по склонам гор.

## Ботаническое описание
Невысокое дерево с широкой кроной. Ветви пестрые, коричневато-серые; побеги голые, блестящие, вишнёвого цвета, иногда несущие немногочисленные, короткие, длиной 1—1,5 см, колючки.
Листья голые, с клиновидным основанием, в очертании яйцевидные или эллиптически-яйцевидные, надрезанные на пять острых лопастей, иногда оттянутые в короткое изогнутое остроконечие, овальные, по краю от середины с неровными острыми, иногда заострёнными в щетинку зубцами.
Цветки в рыхлых, сложных, многоцветковых, голых щитках, более коротких, чем листья, диаметром 5—7, иногда до 9 см; чашелистики треугольные или яйцевидно-треугольные, острые, достигающие середины завязи, при плодах отогнутые; венчик диаметром до 18 мм; столбиков 3—5,
Плоды почти шаровидные, блестящие, пурпурно-чёрные, с немногими желтоватыми точками, с сочной мякотью. Косточки в числе 3—5, слегка трёхгранные, с боков почти гладкие, на спинной стороне с 2—3 неглубокими бороздками.
Цветение в июне. Плодоношение в сентябре.

## Таксономия
Вид Боярышник джунгарский входит в род Боярышник (Crataegus) трибы Pyreae подсемейства Спирейные (Spiraeoideae) семейства Розовые (Rosaceae) порядка Розоцветные (Rosales).
Представляет собой гибрид боярышника сонгарского (Crataegus songarica) и боярышника Уатта (Crataegus wattiana), по своим признакам ближе стоящего к первому из видов.
|  |                                      |  |                                                              |                                                              |                   |  | ещё 8 семейств (согласно Системе APG III) | ещё 8 семейств (согласно Системе APG III)    |                                              |  |  |  | ещё 7 триб (согласно Системе APG III)         | ещё 7 триб (согласно Системе APG III)         |  |  |  |  | ещё от 200 до 300 видов | ещё от 200 до 300 видов |
|  |                                      |  |                                                              |                                                              |                   |  | ещё 8 семейств (согласно Системе APG III) | ещё 8 семейств (согласно Системе APG III)    |                                              |  |  |  | ещё 7 триб (согласно Системе APG III)         | ещё 7 триб (согласно Системе APG III)         |  |  |  |  | ещё от 200 до 300 видов | ещё от 200 до 300 видов |
|  |                                      |  |                                                              | порядок Розоцветные                                          |                   |  |                                           |                                              | подсемейство Спирейные                       |  |  |  |                                               | род Боярышник                                 |  |  |  |  |                         |                         |
|  |                                      |  |                                                              | порядок Розоцветные                                          |                   |  |                                           |                                              | подсемейство Спирейные                       |  |  |  |                                               | род Боярышник                                 |  |  |  |  |                         |                         |
|  | отдел Цветковые, или Покрытосеменные |  |                                                              |                                                              | семейство Розовые |  |                                           |                                              | триба Pyreae                                 |  |  |  | вид Боярышник джунгарский                     |                                               |  |  |  |  |                         |                         |
|  | отдел Цветковые, или Покрытосеменные |  |                                                              |                                                              |                   |  |                                           |                                              |                                              |  |  |  |                                               |                                               |  |  |  |  |                         |                         |
|  |                                      |  | ещё 44 порядка цветковых растений (согласно Системе APG III) | ещё 44 порядка цветковых растений (согласно Системе APG III) |                   |  |                                           | ещё 8 подсемейств (согласно Системе APG III) | ещё 8 подсемейств (согласно Системе APG III) |  |  |  | ещё около 60 родов (согласно Системе APG III) | ещё около 60 родов (согласно Системе APG III) |  |  |  |  |                         |                         |
|  |                                      |  |                                                              | ещё 44 порядка цветковых растений (согласно Системе APG III) |                   |  |                                           |                                              | ещё 8 подсемейств (согласно Системе APG III) |  |  |  |                                               | ещё около 60 родов (согласно Системе APG III) |  |  |  |  |                         |                         |